# Карсон, Даррен
Да́ррен Ка́рсон (англ. Darren Carson) — новозеландский кёрлингист.
В составе мужской сборной Новой Зеландии участник чемпионата мира 1999 и четырёх Тихоокеанско-азиатских чемпионатов. Двукратный чемпион Новой Зеландии среди мужчин.
По состоянию на 2009 год, был президентом Ассоциации кёрлинга Новой Зеландии (англ. New Zealand Curling Association).

## Достижения
- Тихоокеанско-азиатский чемпионат по кёрлингу: золото (1998), бронза (1995, 1997, 1999).
- Чемпионат Новой Зеландии по кёрлингу среди мужчин: золото (1999, 2000).[3][4]

## Команды
| Сезон   | Четвёртый   | Третий         | Второй          | Первый       | Запасной      | Тренер            | Турниры                       |
| ------- | ----------- | -------------- | --------------- | ------------ | ------------- | ----------------- | ----------------------------- |
| 1995—96 | Питер Бекер | Шон Бекер      | Allan McLean    | Лорн де Папе | Даррен Карсон | Эдвин Харли       | ТАЧ 1995                      |
| 1997—98 | Шон Бекер   | Ханс Фрауенлоб | Ross A. Stevens | Лорн де Папе | Даррен Карсон | Эдвин Харли       | ТАЧ 1997                      |
| 1998—99 | Шон Бекер   | Ханс Фрауенлоб | Джим Аллан      | Лорн де Папе | Даррен Карсон | Эдвин Харли (ТАЧ) | ТАЧ 1998 · ЧМ 1999 (10 место) |
| 1998—99 | Питер Бекер | Merv Jamieson  | Даррен Карсон   | Шон Бекер    |               |                   | ЧНЗМ 1999                     |
| 1999—00 | Шон Бекер   | Ханс Фрауенлоб | Джим Аллан      | Лорн де Папе | Даррен Карсон | Эдвин Харли       | ТАЧ 1999                      |
| 1999—00 | Питер Бекер | Merv Jamieson  | Даррен Карсон   | Шон Бекер    |               |                   | ЧНЗМ 2000                     |
| 2008—09 | Kris Miller | Lachlan Browne | Даррен Карсон   | Ross Miller  |               |                   | ЧНЗМ 2009 (7 место)           |

(скипы выделены полужирным шрифтом)